# Ladyva
Ladyva (eredeti nevén Vanessa Sabrina Gnaegi, másik művészneve: Vanessa G; (Ipsach, Bern kanton), 1988. december 8. –) svájci zongorista, zeneszerző. Számos műfajban jártas a boogie-woogie-tól a blueson át a jazzig és a klasszikus zenéig.  

## Életpályája
14 éves korában kezdett zongorázni. Kezdettől fogva híres boogie-woogie zongoristák isnpirálták.  16 éves kora óta lép fel zongoristaként, testvérével, Pascal Silvával együtt. 2014-ben Németországban több boogie woogie fesztiválon is részt vett. Meghívott előadó volt a Jerry Lee Lewis 80. születésnapjának tiszteletére rendezett turnén; 2015 októberében fellépett a londoni Palladiumban és a glasgowi Clye Auditoriumban. 

## Diszkográfiája
- 2009: Vanessa G – The Boogie Woogie Lady
- 2013: Ladyva – Cut
- 2016: The New Orleans Experience – Jazz Ascona Festival Sampler-CD
- 2016: Ladyva & Silvan Zingg – Beloved Boogie Woogie
- 2017: Ladyva – 8 to the Bar
- 2021: Ladyva – Ladyva's Stomp
- 2023: Ladyva – Steam Train Boogie

## Díjai, elismerései
- 2017 Boisdale Music Awards hosted by Jools Holland: "Best Boogie Woogie Pianist 2017" (London)
- 2022 YouTube Creator Award Silver Play Button "Ladyva – for passing 100'000 subscribers"[1]
- 2022 Boisdale Music Awards hosted by Jools Holland: "Boogie Woogie Artist Of The Year"

## Fordítás
- Ez a szócikk részben vagy egészben  a   Ladyva című angol Wikipédia-szócikk ezen változatának fordításán alapul.  Az eredeti cikk szerkesztőit annak laptörténete sorolja fel. Ez a jelzés csupán a megfogalmazás eredetét és a szerzői jogokat jelzi, nem szolgál a cikkben szereplő információk forrásmegjelöléseként.